# Culgoa National Park
Culgoa National Park är en park i Australien. Den ligger i delstaten New South Wales, i den sydöstra delen av landet, omkring 660 kilometer nordväst om delstatshuvudstaden Sydney. Culgoa National Park ligger 136 meter över havet.
Trakten runt Culgoa National Park är nära nog obefolkad, med mindre än två invånare per kvadratkilometer.. Det finns inga samhällen i närheten.
Omgivningarna runt Culgoa National Park är i huvudsak ett öppet busklandskap. Genomsnittlig årsnederbörd är 413 millimeter. Den regnigaste månaden är februari, med i genomsnitt 70 mm nederbörd, och den torraste är oktober, med 2 mm nederbörd.